# ترکیب غشاء و الکترود
ترکیب ممبرین و الکترود (انگلیسی: Membrane electrode assembly) یک توده مونتاژ شده از ممبران‌های تبادل پروتون یا ممبران تبادل آنیون آلکالی با کاتالیست و الکترود با صفحه صاف است که در پیل‌های سوختی به کار می‌رود.